# باکدن، کمبریج‌شر
باکدن (به انگلیسی: Buckden) یک روستا و محله مدنی در بریتانیا است که در هانتینگدونشر واقع شده‌است. باکدن ۲٬۸۰۵ نفر جمعیت دارد.